# Cèze
Cèze je 128 km dolga reka v južni Franciji, desni pritok Rone. Izvira v Sevenih pod vrhom Truc du Samblonnet, od koder teče pretežno v jugovzhodni smeri. Pri La Roque-sur-Cèze ustvarja zapovrstjo slapove in brzice v izrazito erozivnem svetu apnenca - značilne kaskade Sautadet. V kraju Sénéchas je reka zajezena z leta 1976 zgrajenim 62 metrov visokim in 120 metrov dolgim jezom. V reko Rono se izliva pri Codoletu jugozahodno od Orangea.

## Geografija

### Porečje
levi pritoki
| - Chambonnet - Connes - l'Homol - le Luech | - Forge - Rieusset - Fontfrède - Graverol | - Vebron oz. Moulinet - Auzon - Aiguillon - Vionne | - Pourpré - Riaufrès oz. Pijadon - Roubine - Tave |

desni pritoki
| - Chandoullière - Bournaves - Niverette - Lalle - Gagnière | - Montagnac - Plauzolle - Saint-Brès - Malcap - Grand Vallat | - Claysse - Malaygues - Roumejac - Destel - Issarts | - Rodières - Valbonne - Derbèze oz. Passadouire |

### Departmaji in kraji
Reka Cèze teče skozi naslednje departmaje in kraje:
- Lozère
- Ardèche (na kratki razdalji meja z departmajem Gard)
- Gard: Bessèges, Saint-Ambroix, Bagnols-sur-Cèze
- Vaucluse (ob izlivu).